# Марёй-сюр-ле-Дисе
Марёй-сюр-ле-Дисе (фр. Mareuil-sur-Lay-Dissais) — коммуна на западе Франции, регион Пеи-де-ла-Луар, департамент Вандея, округ Фонтене-ле-Конт, центр кантона Марёй-сюр-ле-Дисе. Расположена в 19 км к юго-востоку от Ла-Рош-сюр-Йона, в 13 км от автомагистрали А83. 
Население (2019) — 2 792 человека.

## История
Коммуна Марёй-сюр-ле-Дисе была образована в 1974 году слиянием коммун Марёй-сюр-Ле и Дисе. В свою очередь, коммуну Марёй-сюр-Ле образовали в 1827 году коммуны Больё-сюр-Марёй и Сент-Андре. 
Первое упоминание о коммуне Больё-сюр-Марёй относится к 1107 году и связано с местной церковью. С 1678 года до революции в Больё располагался монастырь отцов-лазаристов. Коммуна, образованная на территории этого прихода в 1790 году, занимала южную и западную части территории нынешней коммуны Марёй-сюр-ле-Дисе. Во время Вандейского мятежа, по крайней мере в апреле-мае 1794 года, в Больё, вероятно, в бывшем лазаристском монастыре, укрывалась республиканская администрация округа Ла-Рош-сюр-Йон.  
Бывшая коммуна Сент-Андре занимала северную часть территории нынешней коммуны Марёй-сюр-ле-Дисе. Первое упоминание о ней относится к 1284 году. Во время Революции поселок назывался Андре-Ле-Виньерон в честь местного вина, считавшегося одним из лучших в округе.
Название бывшей коммуны Дисе вероятно образовано от латинского мужского имени Дикей: видимо, в свое время здесь было «поместье Дикея». Самые старые элементы церкви Нотр-Дам датируются XI-XII веками, но впервые это место упоминается примерно в 1306 году. В восемнадцатом веке синьория Дисе принадлежала семье Сабурен: это были королевские судьи, обычно проживавшие в Фонтене-ле-Конте, но некоторые из его членов были похоронены в церкви Дисе. Коммуна, образованная на территории этого прихода в 1790 году, занимала южную и восточные части нынешней коммуны Марёй-сюр-ле-Дисе. 

## Достопримечательности
- Шато Больё
- Шато Сент-Андре, используется в настоящее время для проведения церемоний, в основном свадебных
- Церковь Святого Спасителя XII века
- Развалины церкви Нотр-Дам-де-Дисе

## Экономика
Структура занятости населения:
- сельское хозяйство — 5,6 %
- промышленность — 3,1 %
- строительство — 11,3 %
- торговля, транспорт и сфера услуг — 39,3 %
- государственные и муниципальные службы — 40,8 %

Уровень безработицы (2019) — 13,2 % (Франция в целом —  12,9 %, департамент Вандея — 10,5 %). 

Среднегодовой доход на 1 человека, евро (2019) — 20 740 (Франция в целом — 21 930, департамент Вандея — 21 550).

## Демография
Динамика численности населения, чел.

## Администрация
Пост мэра Марёй-сюр-ле-Дисе с 2020 года занимает Венсан Жюль (Vincent Jules). На муниципальных выборах 2020 года возглавляемый им список был единственным.
| Период | Период | Фамилия      | Партия                                       | Примечания                                                                              |
| ------ | ------ | ------------ | -------------------------------------------- | --------------------------------------------------------------------------------------- |
| 1974   | 2001   | Жерар Приузо | Разные правые Союз за французскую демократию | фермер, член Регионального совета Пеи-де-ла-Луар, член Генерального совета департамента |
| 2001   | 2020   | Жан-Пьер Ок  | Разные правые                                | ветеринар, член Генерального совета департамента                                        |
| 2020   |        | Венсан Жюль  | Разные правые                                | энолог                                                                                  |

## Города-побратимы
- Вивье-о-Кур, Франция

## Галерея
- Шато Больё
- Мост Пон-Нёф
- Церковь Святого Спасителя